# Carolyn Gordon
Pour les articles homonymes, voir Gordon.
Carolyn S. Gordon est une mathématicienne américaine et professeure de mathématiques au Dartmouth College depuis 1992.

## Formation
Elle obtient son diplôme de son Baccalauréat universitaire en sciences à l'Université Purdue, puis étudie à l'Université Washington de Saint-Louis, elle obtient son doctorat de mathématiques en 1979 sous la direction d'Edward Nathan Wilson avec une thèse portant sur les groupes d'isométrie de variétés homogènes. Elle effectue un stage postdoctoral à l'Institut de technologie Technion en Israël et occupe des postes à l'Université Lehigh et l'Université Washington de Saint-Louis. En 1990, elle bénéficie de l'AMS Centennial Fellowship attribuée par l'American Mathematical Society.

## Travaux

C'est l'exemple fourni par Gordon–Webb–Wolpert de deux surfaces planes avec le même spectre. Notons que les deux polygones ont la même aire et le même périmètre.

Gordon est surtout connue pour son travail en géométrie isospectrale, qui concerne le fait d'entendre la forme d'un tambour (en). En 1966, Mark Kac a demandé si la forme d'un tambour peut être déterminée par le bruit qu'il fait, c'est-à-dire si une variété riemannienne est déterminée par le spectre de sa transformée de Laplace-Beltrami). John Milnor a fait observer qu'un théorème dû à Witt impliquait l'existence d'une paire de tores à 16 dimensions qui ont le même spectre, mais de formes différentes. Cependant, le problème en deux dimensions est resté ouvert jusqu'en 1992, lorsque Gordon, avec ses coauteurs David Webb et Scott Wolpert (de), construit une paire de régions dans le plan euclidien qui ont des formes différentes, mais des valeurs propres identiques (voir la figure à droite). Dans d'autres travaux, Gordon et Webb produisent des formes isospectrales convexes dans le plan hyperbolique et dans l'espace euclidien.
Gordon a écrit ou co-écrit plus de 30 articles sur la géométrie isospectrale, y compris des travaux sur des variétés riemanniennes isospectrales fermées avec une couverture Riemannienne commune. Ces variétés riemanniennes isospectrales ont la même géométrie locale, mais des topologies différentes. Elles peuvent être trouvées à l'aide de la méthode de Sunada (en). En 1993, elle a trouvé des variétés riemanniennes isospectrales qui ne sont pas localement isométriques et, depuis lors, elle travaille avec des co-auteurs à produire un certain nombre d'autres exemples de ce genre.
Gordon travaille également sur des projets concernant les classes d'homologie, le spectre de longueur (la collection des longueurs de toutes les géodésiques fermées, avec multiplicités) et les géodésiques de flux sur des variétés riemanniennes isospectrales.

## Prix et distinctions
En 2001, Gordon et Webb reçoivent de la Mathematical Association of America le Prix Chauvenet pour leur article de 1996 dans le American Scientist, « You can't hear the shape of a drum ».
En 1999, Gordon donne une conférence commune AMS-MAA. En 2010, elle est sélectionnée en tant que conférencière Noether. En 2012, elle devient fellow de l'American Mathematical Society.

## Doctorants
- He Ouyang Université Washington de Saint-Louis, 1991
- Ruth Gornet Université Washington de Saint-Louis, 1993
- Elizabeth Stanhope Dartmouth College, 2002
- Emily Procter Dartmouth College, 2003
- Emily Dryden Dartmouth College, 2004
- Ralf Rueckriemen Dartmouth College, 2011
- Ian Adelstein Dartmouth College, 2015[4]

## Sélection d'articles
- Carolyn Gordon, « Isospectral Deformations of Metrics on Spheres », Invent. Math., vol. 145,‎ 2001, p. 317-331 (DOI 10.1007/s002220100150)
- Carolyn Gordon et David Webb, « You can't hear the shape of a drum », American Scientist, vol. 84, no January-February,‎ 1996, p. 46-55
- Carolyn Gordon, « Isospectral Closed Riemannian Manifolds which are not Locally Isometric II », Contemp.Math., vol. 173,‎ 1994, p. 121–131 (DOI 10.1090/conm/173/01821)
- C. Gordon, D. Webb et S. Wolpert, « Isospectral plane domains and surfaces via Riemannian orbifolds », Inventiones Mathematicae, vol. 110,‎ 1992, p. 1-22 (DOI 10.1007/BF01231320)
- Carolyn Gordon, David L. Webb et Scott Wolpert, « One Cannot Hear the Shape of a Drum », Bulletin of the American Mathematical Society, vol. 27,‎ 1992, p. 134-138 (DOI 10.1090/S0273-0979-1992-00289-6, lire en ligne)
- Carolyn Gordon et Edward Wilson, « Isospectral deformations of compact solvmanifolds », Journal of Differential Geometry, vol. 19,‎ 1984, p. 241-256